# Juan Manuel Palacios
Juan Manuel Palacios (Buenos Aires, 10 de septiembre de 1945 - Buenos Aires, 20 de mayo de 2011) fue un popular sindicalista argentino y exlíder de la UTA.

## Trayectoria
Fue secretario general de la "Unión Tranviarios Automotor" y uno de los protagonistas de las luchas sindicales de los últimos 30 años
Palacios fue desde la vuelta de la democracia uno de los hombres indispensable de la llamada renovación del sindicalismo argentino.
Delegado de la línea 7, asumió en 1970 asumió como vocal de su gremio. En 1984 encabezando la lista celeste y blanca, ganó las selecciones nacionales que lo ungieron como secretario gremial.
Se convirtió en uno de los hombres de confianza de Saúl Ubaldini y desde ese lugar participó activamente de los 13 paros generales que el jefe de la CGT (Confederación General del Trabajo de la República Argentina) le hizo al entonces presidente Raúl Alfonsín.
El 1 de febrero de 1994 fundó con el titular de los camioneros Hugo Moyano el "Movimiento de trabajadores argentinos", MTA, que enfrentó al viejo modelo sindical y que se opuso a las políticas neoliberales del gobierno de Carlos Menem. Este movimiento de fuerte presencia en las calles fracturó la CGT en 1997 cuando se retiró de la conducción de la calle Azopardo.
Durante la presidencia de Fernando de la Rúa la CGT disidente se opuso con firmeza a la ley de flexibilización laboral. La marcha del 18 de abril del 2000  ayudó a Palacios y a Moyano a realizar diversas denuncias sobre las coimas en el senado que sobrevino en la reconocida "Ley Banelco".
El 14 de junio del 2004, Moyano como secretario general y Palacios a cargo de la secretaría de prensa volvieron a la CGT sellando la nueva unidad de los trabajadores.
En círculos políticos y sindicales era considerado un factor fundamental en las estrategias de Moyano en esa época y en el transcurso del Gobierno kirchnerista.
El "bocha" Palacios que manejaba el gremio que nuclea a los choferes de colectivos durante 22 años, renunció a su carrera gremial en septiembre del 2006. Investigado por las compras millonarias de campo, hizo un paso al costado y le cedió su lugar a Roberto Fernández. 
Fue compañero de varios personajes políticos entre ellos Omar Viviani.

## Tragedia y fallecimiento
Juan M. Palacios falleció el viernes 20 de mayo de 2011 a las 10.30 en un terrible accidente automovilístico en el kilómetro 138 de la ruta nacional 205. La camioneta 4×4 en la que viajaba junto al abogado del gremio, Walter Caratolli, volcó y se incrustó en la banquina, ambos ocupantes salieron eyectados presuntamente porque iban sin los cinturones de seguridad puestos. Palacios murió antes de recibir asistencia médica, mientras que el abogado fue trasladado con graves politraumatismos al Hospital Roque Pérez.
Tras su fallecimiento, la UTA emitió un comunicado lamentando la pérdida:

El Consejo Directivo Nacional dela Unión Tranviarios Automotor (UTA) comunicó con gran pesar el fallecimiento trágico del compañero Juan Manuel Palacios, quien ocupó durante muchos años la secretaría general de nuestro sindicato.

Palacios encabezó, desde 1984 hasta 2006, una etapa clave de la UTA en democracia, como parte de una nueva camada de dirigentes que construyeron una organización sindical nacional única y unida; un gremio en permanente crecimiento y fortalecimiento, para garantizar así, cada vez más y mejor, la dignidad y los derechos de todos los trabajadores que representamos.

Ese trabajo y ese esfuerzo al que dedicó su vida no serán olvidados. La familia de la UTA está de luto, lo despide con dolor y acompaña a sus seres queridos en este triste y difícil momento.